# Atletismo nos Jogos Pan-Americanos de 1975 - Revezamento 4x400 m feminino
A prova do revezamento 4x400 m feminino nos Jogos Pan-Americanos de 1975 foi realizada na Cidade do México, México.

## Medalhistas
| Ouro                                                                            | Prata                                                                  | Bronze                                                         |
| CAN Canadá Joyce Yakubowich Margaret McGowen Rachelle Campbell Joanne McTaggart | USA Estados Unidos Debra Sapenter Kathy Weston Sharon Dabney Pat Helms | CUB Cuba Aurelia Pentón Eia Cabreja Asunción Acosta Rosa López |

### Final
| Posição           | Nação              | Nomes                                                                   | Tempo   | Notas |
| ----------------- | ------------------ | ----------------------------------------------------------------------- | ------- | ----- |
| Medalha de ouro   | CAN Canadá         | Joyce Yakubowich, Margaret McGowen, Rachelle Campbell, Joanne McTaggart | 3:30.36 |       |
| Medalha de prata  | USA Estados Unidos | Debra Sapenter, Kathy Weston, Sharon Dabney, Pat Helms                  | 3:30.64 |       |
| Medalha de bronze | CUB Cuba           | Aurelia Pentón, Eia Cabreja, Asunción Acosta, Rosa López                | 3:31.65 |       |
| 4                 | JAM Jamaica        |                                                                         | 3:32.38 |       |